# Avion à gravité réduite

Trajectoire pour une manœuvre en apesanteur.

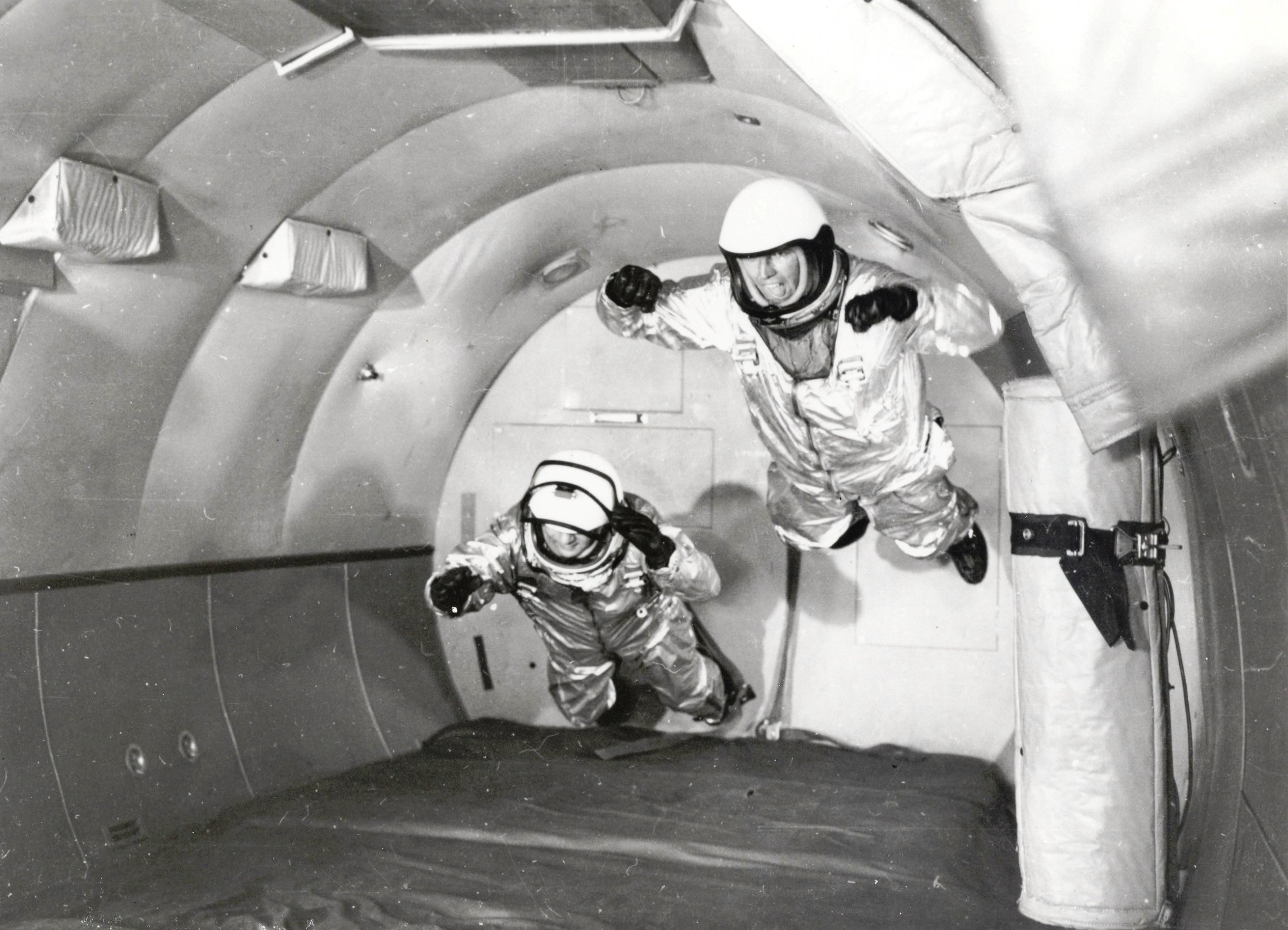
Les astronautes du projet Mercury à bord d'un C-131 Samaritan volant comme la « vomit comet », 11 1958.

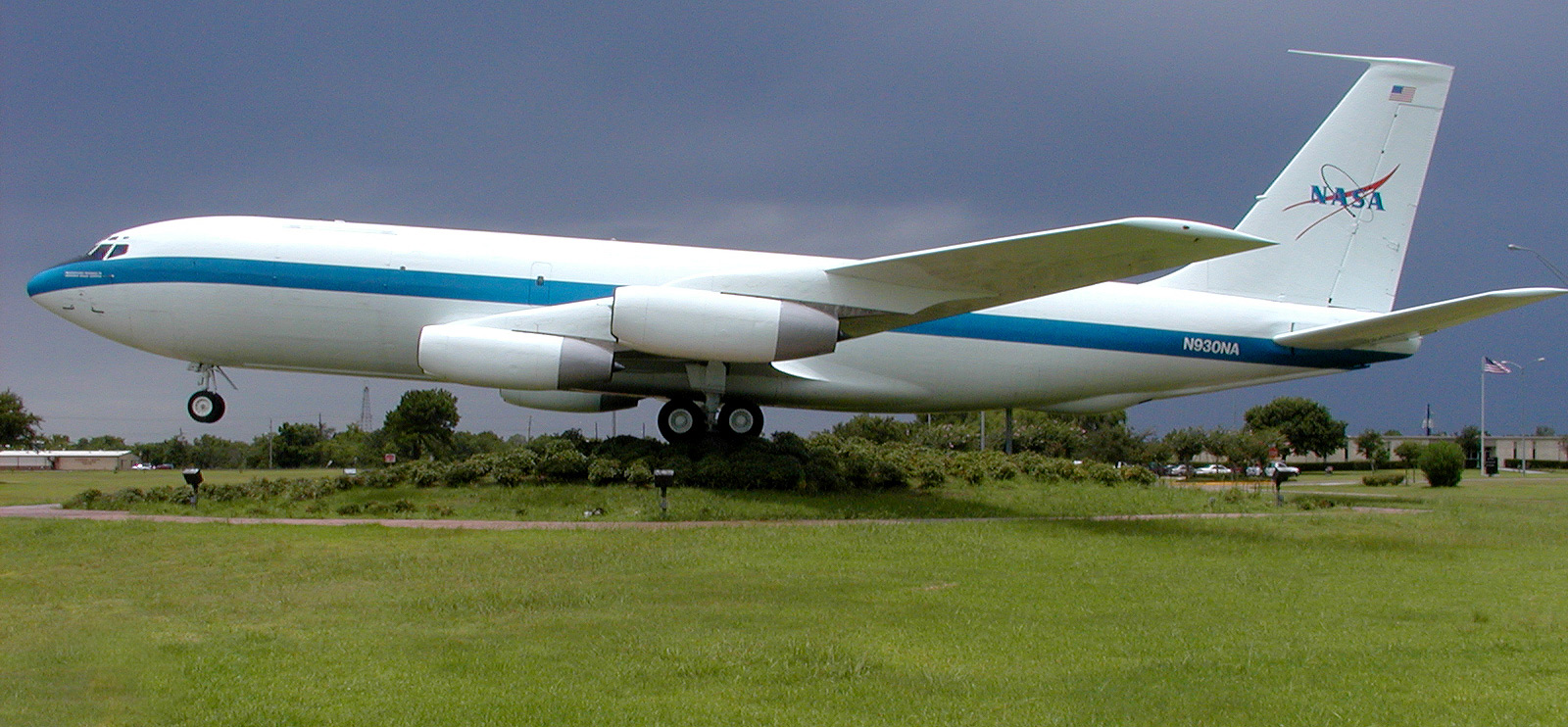
L'avion KC-135 0-G surnommé « vomit comet ».

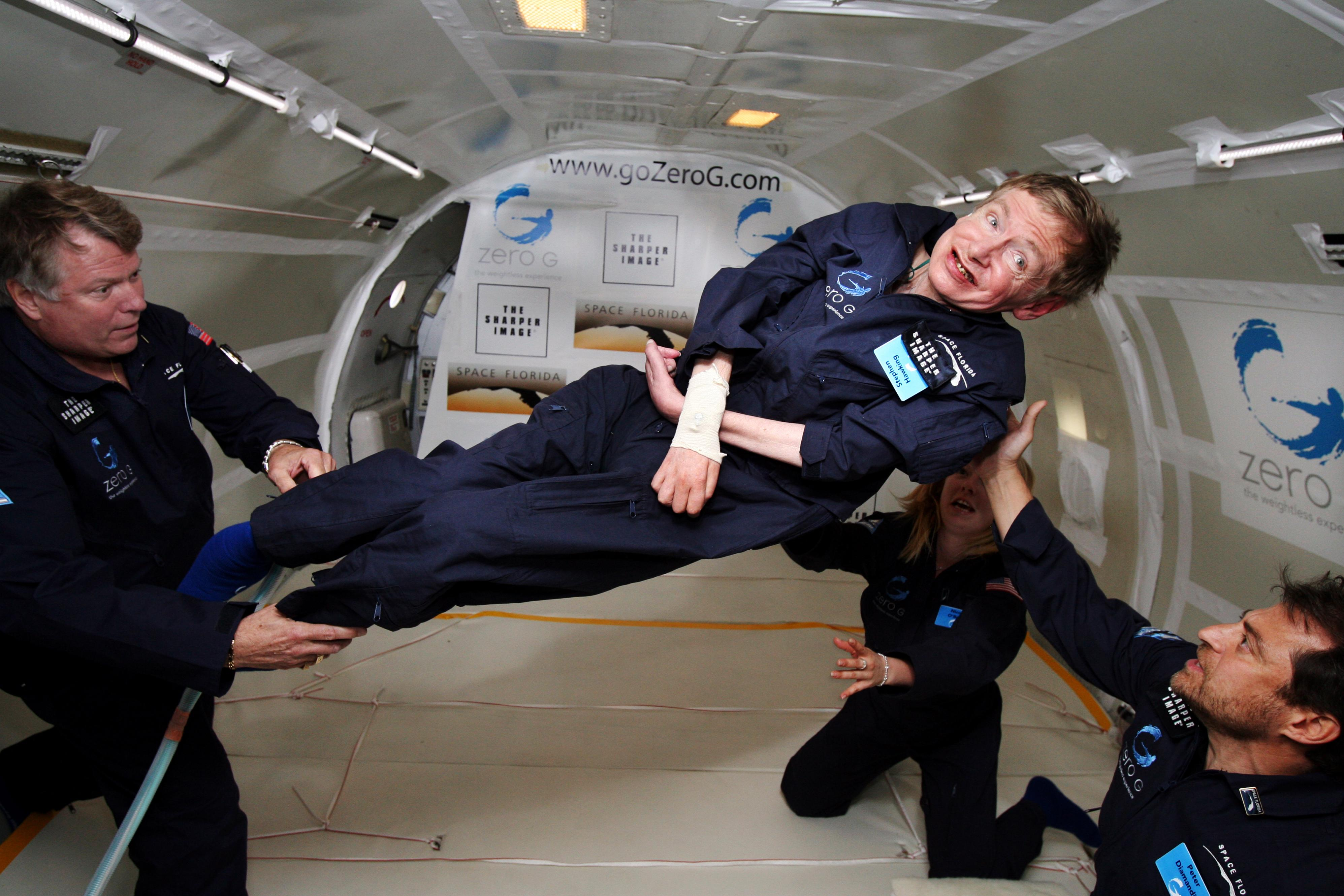
Le physicien Stephen Hawking à bord d'un avion à gravité réduite en 04 2007.

Un avion à pesanteur réduite est un type d'avion à voilure fixe qui offre un bref environnement en apesanteur pour l'entraînement des astronautes, la recherche et la réalisation de films.
Des versions de ces avions ont été exploitées par le programme de recherche sur la pesanteur réduite de la NASA, et une autre est actuellement exploitée par les programmes de vols habités et d'exploration robotique de l'Agence spatiale européenne. Le surnom non officiel de « vomit comet » est devenu populaire parmi ceux qui ont vécu leur opération.
5 à 6 campagnes de vols paraboliques sont aujourd'hui réalisées chaque année en Europe, par les agences spatiales CNES, DLR et ESA, pour le compte de laboratoires de recherche publique, de l'industrie, et dans le cadre de projets étudiants.

## Histoire
Le vol parabolique comme moyen de créer une situation d'impesanteur a été proposé pour la première fois par l'ingénieur aérospatial allemand Fritz Haber et le physicien allemand Heinz Haber en 1950,. Tous deux avaient été amenés aux États-Unis après la Seconde Guerre mondiale dans le cadre de l'opération Paperclip. De plus, Shih-Chun Wang (en) a étudié les nausées des astronautes pour la NASA, ce qui a contribué à la création de la « vomit comet ».
Les vols paraboliques sont très régulièrement utilisés pour étudier les effets de l'impesanteur sur les fluides, les mécanismes, ou les organismes vivants. Si les humains sont de loin les passagers les plus courants, des animaux ont parfois été impliqués dans des expériences, notamment une expérience sur la façon dont l'apesanteur a affecté le réflexe de redressement d'un chat domestique et les tentatives de navigation d'un pigeon en état d'apesanteur.

## Principes de fonctionnement
L'avion donne à ses occupants la sensation d'apesanteur en suivant une trajectoire de vol parabolique par rapport au centre de la Terre. En suivant cette trajectoire, l'avion et sa charge utile sont en chute libre à certains points de sa trajectoire de vol. L'avion est utilisé de cette manière pour démontrer aux astronautes ce que c'est que d'être en orbite autour de la Terre. Pendant ce temps, l'avion n'exerce aucune force de réaction au sol sur son contenu, ce qui provoque une sensation d'apesanteur.
Au départ, l'avion monte avec un angle de tangage de 45° en utilisant la poussée des moteurs et les commandes de profondeur. La sensation d'apesanteur est obtenue en réduisant la poussée et en abaissant le nez pour maintenir une configuration neutre, ou « portance zéro », de sorte que l'avion suit une trajectoire balistique, la poussée des moteurs compensant exactement la traînée. L'apesanteur commence pendant la montée et dure jusqu'à ce que l'avion atteigne un angle de tangage d'environ 30°. À ce moment, l'engin pointe vers le bas à grande vitesse et doit commencer à se redresser pour répéter la manœuvre. Les forces sont alors à peu près deux fois supérieures à celles de la gravité lors de la descente, au fond, puis à nouveau à la remontée. Cela dure jusqu'à ce que l'avion soit à nouveau à mi-chemin de sa trajectoire ascendante, et que le pilote réduise à nouveau la poussée et abaisse le nez.
Cet avion est utilisé pour entraîner les astronautes aux manœuvres de zéro-g, leur donnant environ 25 secondes d'apesanteur sur 65 secondes de vol dans chaque parabole. Au cours de cet entraînement, l'avion effectue généralement entre 40 et 60 manœuvres paraboliques. Pour environ deux tiers des passagers, ces vols provoquent des nausées dues au mal de l'air, ce qui donne à l'avion son surnom de « vomit comet ».

## Opérateurs

### Canada
L'Agence spatiale canadienne (ASC) et le Conseil national de la recherche (CNR) disposent d'un Falcon 20 utilisé pour la recherche en microgravité. Ce petit avion n'est normalement pas utilisé pour permettre aux gens de flotter librement et de faire l'expérience de l'apesanteur ; cependant, le comédien Rick Mercer l'a fait pour un segment de son émission.
Le CNR réalise son premier vol avec le Falcon en 1991. la première expérience est réalisée en décembre 1993. L'ASC utilisera le Falcon jusqu'en 1995 remplacé par le DC-9 de la NASA. Un nouvel accord est signé en 2000 pour 20 missions par an jusqu'en 2004.

### Équateur

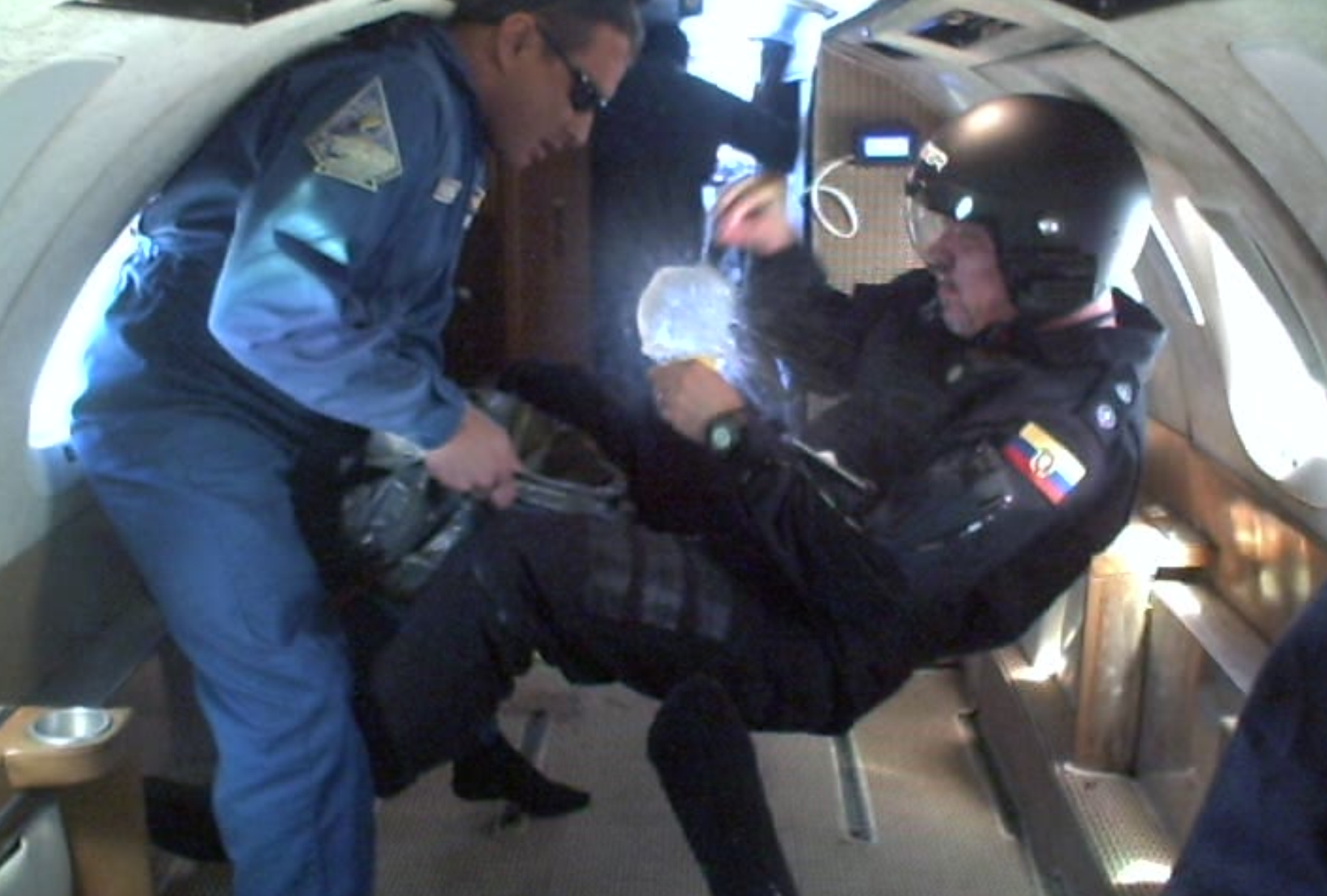
Équipage équatorien en apesanteur.

Le premier avion zéro G à entrer en service en Amérique latine est un T-39 Sabreliner surnommé CONDOR, exploité pour l'Agence spatiale civile équatorienne (en) et l'Armée de l'air équatorienne depuis mai 2008. Le 19 juin 2008, cet avion transportait un garçon de sept ans, établissant ainsi le record du monde Guinness du plus jeune vol en microgravité.

### Europe

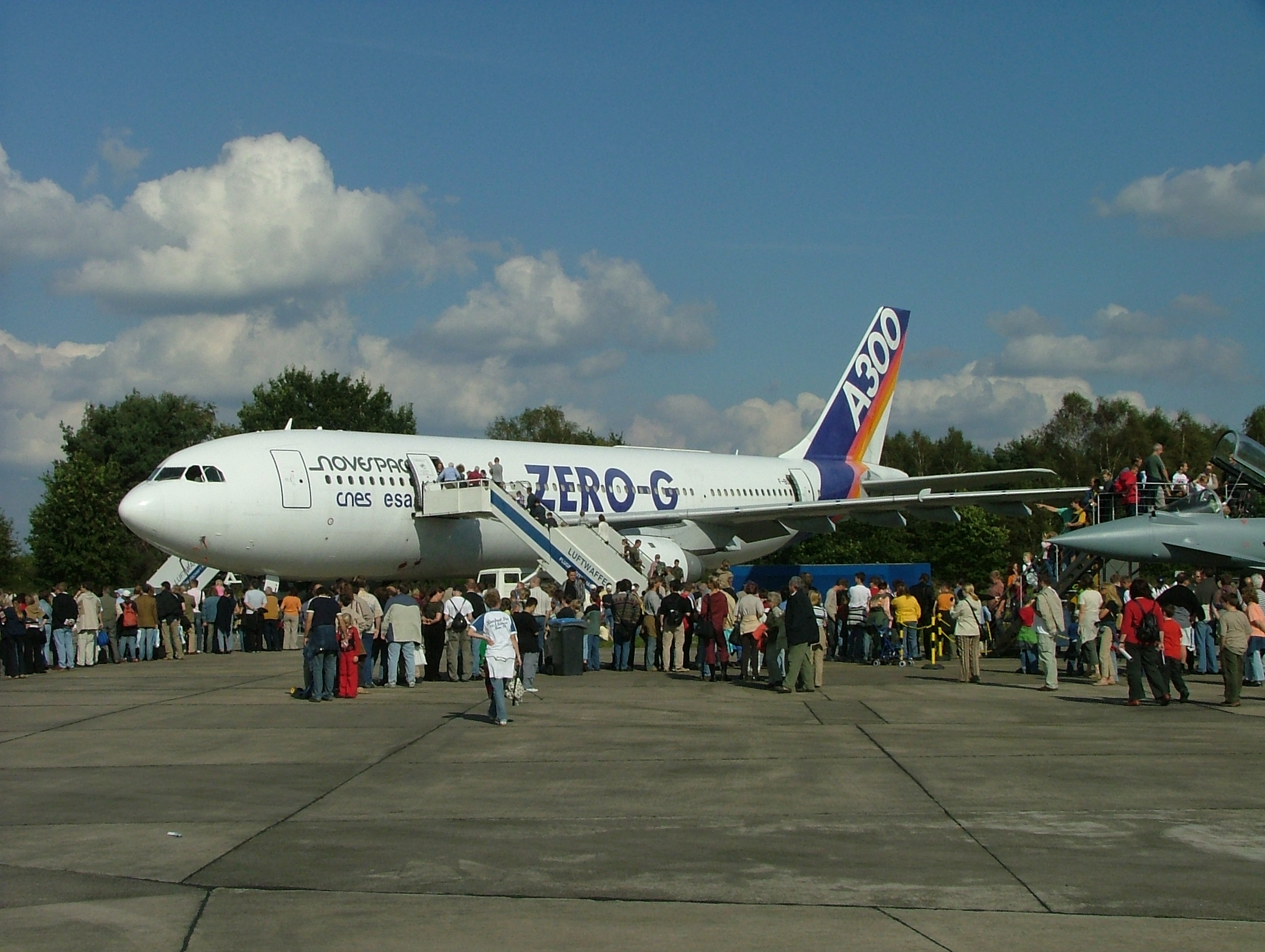
A300-Zero-G.

Depuis 1984, l'ESA et le CNES ont effectué des missions en gravité réduite à bord de divers aéronefs, dont le KC-135 de la NASA, une Caravelle, un Iliouchine Il-76 MDK et un Airbus A300 connu sous le nom de « Airbus A300 Zero-G ». En 2014, l'A300 a été abandonné au profit d'un Airbus A310 plus moderne, également appelé « Zero-G ». Il est basé à l'aéroport de Bordeaux-Mérignac en France, exploité par Novespace, et a également été piloté depuis l'aéroport de Paris Le Bourget et la base aérienne de Dübendorf (en) en Suisse. Depuis 1997, Novespace, filiale du CNES, assure la gestion de ces vols.
Cet avion A310 Zero-G est également utilisé pour réaliser des vols commerciaux pour les passagers publics en partenariat entre l'opérateur Novespace et la société Avico, sous la marque Air Zero G. L'avion a également été utilisé à des fins cinématographiques, Tom Cruise et Annabelle Wallis y ayant tourné pour La momie en 2017.

### Russie
En Russie, des vols commerciaux sont proposés sur le jet Iliouchine Il-76 ; plusieurs compagnies américaines réservent y des vols.

### États-Unis

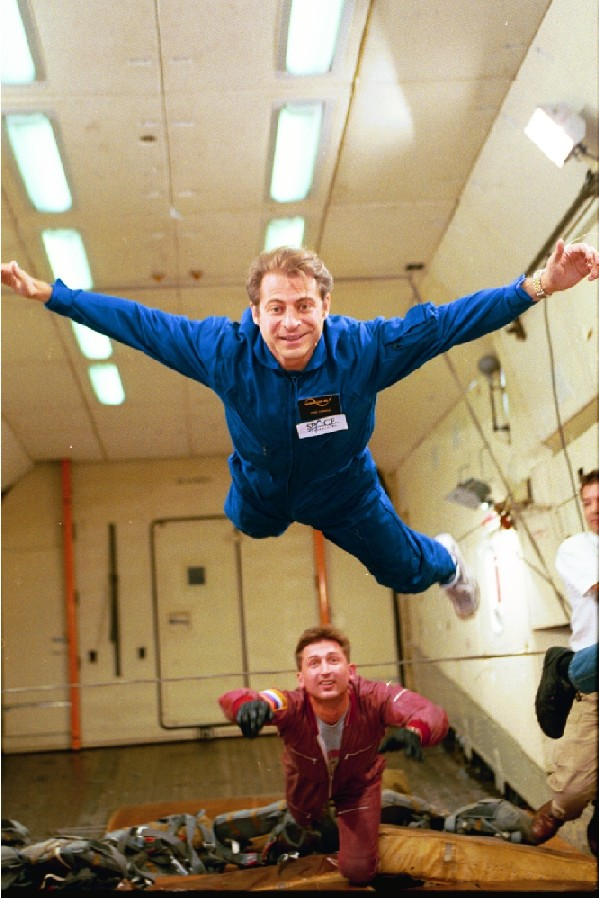
Peter Diamandis de

#### NASA
La NASA a effectué des vols en apesanteur sur divers appareils pendant de nombreuses années. En 1959, les astronautes du projet Mercury se sont entraînés dans un avion C-131 Samaritan surnommé « vomit comet ».
Des Boeing KC-135 Stratotanker jumeaux ont été utilisés jusqu'en décembre 2004, mais ont ensuite été mis hors service. L'un d'eux, un KC-135A immatriculé N930NA (également connu sous le nom de NASA 930, anciennement numéro de série 59-1481 de l'USAF), a effectué plus de 58 000 paraboles après que la NASA en ait fait l'acquisition en 1973, avant d'être mis à la retraite en 1995. Il est maintenant exposé à Ellington Field, près du Centre spatial Johnson. L'autre (N931NA ou NASA 931, anciennement numéro de série AF 63-7998) entré en service le 27 septembre 1995 a également été utilisé par Universal Pictures et Imagine Entertainment pour filmer des scènes d'apesanteur dans le film Apollo 13 ; il a effectué son dernier vol le 29 octobre 2004 et est conservé en permanence au Pima Air & Space Museum de Tucson, en Arizona.
En 2005, la NASA a remplacé l'avion par un McDonnell Douglas C-9B Skytrain II (N932NA) qui appartenait auparavant à KLM Royal Dutch Airlines et à la marine américaine.
La NASA a annulé le programme de recherche sur la gravité réduite et a cessé ses activités en juillet 2014.
La NASA avait un contrat de services en microgravité avec Zero Gravity Corporation (en) (ZERO-G) et utilisait son avion, G-FORCE ONE, un Boeing 727-200 modifié.

#### Autres opérateurs
Fin 2004, la Zero Gravity Corporation est devenue la première compagnie aux États-Unis à proposer des vols zéro-g au grand public, en utilisant des Boeing 727. Chaque vol consiste en une quinzaine de paraboles, incluant des simulations des niveaux de gravité de la Lune et de Mars, ainsi que de l'apesanteur complète. Ce profil permet aux clients de ZERO-G de profiter de l'apesanteur avec un minimum de gêne dans les mouvements.
En 2014, Integrated Spaceflight Services, le partenaire de recherche et d'éducation de Swiss Space Systems (S3) en Amérique, a commencé à offrir des services complets de gravité réduite sur l'Airbus A340 de S3, ainsi que la certification FAA des charges utiles scientifiques et techniques. Ce projet n'a pas abouti et Swiss Space Systems a fait faillite et a cessé toutes ses activités.
Aurora Aerospace à Oldsmar, en Floride, établi en 2005, propose des vols à zéro-g avec un Fuji/Rockwell Commander 700 (en). Il est également utilisé pour simuler la gravité de la Lune et de Mars.

## Mal de l'air
Selon l'ancien directeur du Reduced Gravity Research Program, John Yaniec, l'anxiété est la principale cause du mal de l'air chez les passagers. Le stress qu'ils subissent crée un sentiment de panique et les fait donc vomir. Yaniec donne une estimation approximative des passagers, à savoir qu'un tiers d'entre eux tombent violemment malades, le tiers suivant modérément malade, et le dernier tiers pas du tout. Les vomissements sont qualifiés de « malades ».
La scopolamine est souvent utilisée comme antiémétique pendant les entraînements à l'aviation à gravité réduite.

## Culture populaire
En 2016, les membres du groupe rock américain OK Go, connus pour l'inventivité dont ils font preuve dans leurs clips vidéos, ont tourné le clip de la chanson Upside Down and Inside Out dans un avion à gravité réduite de la S7 Airlines russe destiné à l'entraînement des cosmonautes. La vidéo de 3 minutes et 10 secondes, qui semble ne faire d'un seul plan séquence, est en réalité un montage qui enchaînent huit épisodes de microgravité (huit paraboles) et a nécessité plusieurs prises. Une moitié de l'appareil a servi de "scène" et l'autre de régie pour le tournage.